# Gottfried Hornik
Gottfried Hornik (geboren am 5. August 1940 in Wien) ist ein österreichischer Opernsänger (Bariton) und Gesangspädagoge. Er wurde zum Österreichischen Kammersänger ernannt.

## Leben

### Ausbildung und Anfänge
Hornik studierte an der Musikhochschule Wien, zu seinen Lehrern zählten Paula Köhler und Josef Witt. Während seines Gesangsstudiums sang er am Stadttheater Klagenfurt, wo er in der Spielzeit 1964/65 sein erstes Engagement hatte, mit Papageno und Silvio erste Solorollen im lyrischen Bariton-Fach.
Von 1965 bis 1976 war er an der Oper Graz engagiert, wo er sich ein breites Repertoire aufbauen konnte und den Grundstein für seine späteren Rollen im Strauss- und Wagner-Fach legte. In Graz sang er anfangs Rollen wie Figaro und Don Giovanni, übernahm auch bereits den Alberich im Ring-Zyklus und weitere Wagner-Rollen. Parallel dazu wirkte er in Graz als Gesangslehrer.

### Engagement an der Wiener Staatsoper
Mit Beginn der Spielzeit 1976/77 wurde er an die Wiener Staatsoper verpflichtet, wo er in 25 Jahren mehr als 40 Rollen übernahm. Er sang an der Wiener Staatsoper in fast 800 Vorstellungen ein breites Repertoire, das Partien im deutschen, italienischen, französischen und russischen Fach vom 18. bis zum 20. Jahrhundert umfasste.
Zu seinen Rollen an der Wiener Staatsoper gehörten u. a. Graf Almaviva, Papageno und Sprecher (Die Zauberflöte), Schaunard in La Bohème, Angelotti in Tosca, Orest in Elektra, der Musiklehrer in Ariadne auf Naxos, Alberich, Kurwenal in Tristan und Isolde und insbesondere der Herr von Faninal in Der Rosenkavalier, den er 88-mal an der Wiener Staatsoper sang, auch unter der Stabführung von Carlos Kleiber.
Im Mai 1995 sang er an der Wiener Staatsoper in der Uraufführung von Alfred Schnittkes Oper Gesualdo die Rolle des Don Giulio. Im Traumfresserchen von Michael Ende und Wilfried Hiller war er von September 1999 bis Juni 2000 als König zu sehen und zu hören; das Kinderstück wurde im Zelt auf der Dachterrasse der Wiener Staatsoper gezeigt. Seine letzte Rolle an der Wiener Staatsoper war im Juni 2002 der greise Kaiser Altoum in Turandot.
Außerdem sang er in einer Ballettproduktion an der Wiener Staatsoper die Lieder eines fahrenden Gesellen von Gustav Mahler.

### Beckmesser als „Glanzrolle“
Als seine besondere „Glanzrolle“ galt der Sixtus Beckmesser in Die Meistersinger von Nürnberg, den er zuerst am Stadttheater Aachen übernahm. Mit dem Ensemble des Stadttheaters Aachen gastierte er als Beckmesser 1976 am Teatro Liceu in Barcelona. Den Beckmesser sang er 1977 in Graz, 1978 in Wien und am Teatro Nacional de São Carlos in Lissabon, 1979 am Teatro dell’Opera di Roma, 1981 an der Deutschen Oper Berlin und 1993 an der Bayerischen Staatsoper in München.
In der Saison 1980/81 gab er mit dem Beckmesser an der San Francisco Opera auch sein US-Debüt. Im Februar 1993 sang er den Beckmesser auch an der Metropolitan Opera. 2001 gastierte er als Beckmesser am Opernhaus von Santiago de Chile.

### Gastspiele
1980 und 1981 war er bei den Salzburger Osterfestspielen als Klingsor verpflichtet. 1983 und 1984 sang er den Herrn von Faninal bei den Salzburger Sommerfestspielen. In beiden Produktionen dirigierte Herbert von Karajan. 1989 kehrte er als Cesare Angelotti in Tosca nach Salzburg zurück.
In der Spielzeit 1976/77 debütierte er in der Titelrolle der Oper Wozzeck an der Mailänder Scala.
Seit den 80er Jahren trat Hornik regelmäßig an der Deutschen Oper Berlin auf. In Götz Friedrichs mittlerweile legendärem „Tunnel“-Ring sang er ab der Spielzeit 1984/85 immer wieder den Alberich.
Er gastierte weiters an der Grand Opéra Paris (1981, als Faninal), am Teatro Colon in Buenos Aires (1983, als Papageno), an der Oper Köln (1983, als Klingsor in Parsifal) und an der Covent Garden Opera in London (1987, als Faninal). In der Spielzeit 1984/85 sang er am Landestheater Salzburg unter der musikalischen Leitung von Hans Graf die Titelrolle in Wozzeck.
Im Oktober 1986 hatte er als Herr von Faninal (Der Rosenkavalier) sein Debüt an der Metropolitan Opera in New York City. Dort trat er bis 1995 in über 50 Vorstellungen regelmäßig auf, u. a. auch als Papageno, Gefängnisdirektor Frank (Die Fledermaus) und als Wozzeck.
1992 wirkte er in der Neuen Musikhalle (Meggaron Mousikis Athenon) in Athen in einer Elektra-Produktion als Orest mit. Am Opernhaus Graz übernahm er 1998 die Rolle des Moses in einer Produktion von Moses und Aron. Im September 2007 gastierte er noch einmal am Stadttheater Klagenfurt, wo seine Karriere in den 60er Jahren begonnen hatte, als Musiklehrer in Ariadne auf Naxos.
Er sang auch in mehreren Produktionen der Zauberflöte den Papageno; von dieser Rolle gibt es auch zwei Schallplattenproduktionen, eine dirigiert Herbert von Karajan, die andere von Sir Charles Mackerras.

### Unterrichtstätigkeit
Hornik unterrichtete von 1972 bis 1978 Gesang an der Musikhochschule Graz. Ab 1997 hatte er dort eine Gastprofessur. Zu seinen Schülern gehören Clemens Unterreiner, Anna Siminska (Sopran), Andrejus Kalinovas (Tenor) und Predrag Stojanović (Bariton).

## Rollen (Auswahl)
| Alban Berg: - Titelpartie in Wozzeck Hector Berlioz: - Mercure in Les Troyens Georges Bizet: - Moralès in Carmen Gaetano Donizetti: - Doktor Malatesta in Don Pasquale Gottfried von Einem: - Lehrer in Der Besuch der alten Dame Umberto Giordano: - Roucher in Andrea Chénier Hans Werner Henze: - Ökonomierat Scharf in Der junge Lord Leoš Janáček: - Kuligin in Katja Kabanova Leoncavallo: - Silvio in Der Bajazzo Albert Lortzing: - Graf in Der Wildschütz Jules Massenet: - Vitellius in Hérodiade - Lescaut in Manon - Albert in Werther Wolfgang Amadeus Mozart: - Figaro und Conte Almaviva in Le nozze di Figaro - Don Alfonso in Così fan tutte - Sprecher, Papageno und Zweiter Priester in Die Zauberflöte Otto Nicolai: - Herr Reich in Die lustigen Weiber von Windsor Jacques Offenbach: - Spalanzani sowie Lindorf, Coppélius, Miracle und Dapertutto in Hoffmanns Erzählungen |  | Hans Pfitzner: - Kardinal von Lothringen und Luna in Palestrina Giacomo Puccini: - Schaunard in La Bohème - Cesare Angelotti in Tosca - Larkens in La fanciulla del West - Titelpartie und Spinelloccio in Gianni Schicchi - Altoum in Turandot Gioachino Rossini: - Fernando Villabella in Die diebische Elster Arnold Schönberg: - Moses und Ein anderer Mann (Debütrolle an der Wiener Staatsoper) in Moses und Aron Franz Schreker: - Graf in Der ferne Klang Johann Strauss: - Gefängnisdirektor Frank in Die Fledermaus Richard Strauss: - Fünfter Jude in Salome - Orest in Elektra - Herr von Faninal in Der Rosenkavalier - Musiklehrer in Ariadne auf Naxos - Morbio in Die schweigsame Frau - Olivier in Capriccio Giuseppe Verdi: - Baron Douphol in La traviata Richard Wagner: - Kurwenal und Melot in Tristan und Isolde - Sixtus Beckmesser in Die Meistersinger von Nürnberg - Alberich in Das Rheingold - Klingsor und 2. Gralsritter in Parsifal Carl Maria von Weber: - Ottokar in Der Freischütz - Lysiart in Euryanthe |

Das Rollenverzeichnis beruht auf Angaben des Archivs der Wiener Staatsoper und von Merker Online.

## Disko- und Filmografie
Tonträger:
- Lortzing: Der Wildschütz, mit Doris Soffel, Peter Schreier, Edith Mathis, Hans Sotin, Georgine Resick, Staatskapelle Berlin, Rundfunkchor Berlin, Dirigent: Bernhard Klee (LP, Deutsche Grammophon 1983) – als Graf
- Mozart: Die Zauberflöte, mit Edith Mathis, Karin Ott, Janet Perry, Anna Tomowa-Sintow, Agnes Baltsa, Hanna Schwarz, Francisco Araiza, José Van Dam, Berliner Philharmoniker, Chor der Deutschen Oper Berlin, Dirigent: Herbert von Karajan (Gesamtaufnahme und Querschnitt, Deutsche Grammophon 1980) – als Papageno
- Mozart: Die Zauberflöte, mit Barbara Hendricks, June Anderson, Ulrike Steinsky, Jerry Hadley, Robert Lloyd, Thomas Allen, Scottish Chamber Orchestra, Scottish Chamber Chorus, Dirigent: Sir Charles Mackerras (Telarc 1991) – als Papageno
- Johann Strauss II: Die Fledermaus, mit Adrianne Pieczonka, Edita Gruberová, Carmen Oprișanu, Thomas Moser, Georg Tichy, Franz Kasemann, Martin Zauner, Jörg Schneider; Ungarisches Staatsopernorchester, Dirigent: Friedrich Haider (Dirigent) (Album bei Nightingale Classics 1998) – als Gefängnisdirektor Frank
- Richard Strauss: Capriccio, mit Kiri Te Kanawa, Håkan Hagegård, Uwe Heilmann, Olaf Bär, Victor von Halem, Brigitte Fassbaender, Werner Hollweg, Anna Rita Taliento, Roberto Saccà und Hans Hotter, Wiener Philharmoniker, Dirigent: Ulf Schirmer (Album auf Decca 1996) – als Olivier

Videos:
- Richard Strauss: Der Rosenkavalier, mit Felicity Lott, Anne Sofie von Otter, Barbara Bonney, Kurt Moll, Chor und Orchester der Wiener Staatsoper, Dirigent: Carlos Kleiber, beruhend auf der Staatsopern-Inszenierung von Otto Schenk vom 13. April 1968 (Unitel, Edizioni Del Prado 2004) – als Herr von Faninal

Die Disko- und Filmografie beruht auf Angaben von Discogs.